# Панорамная головка

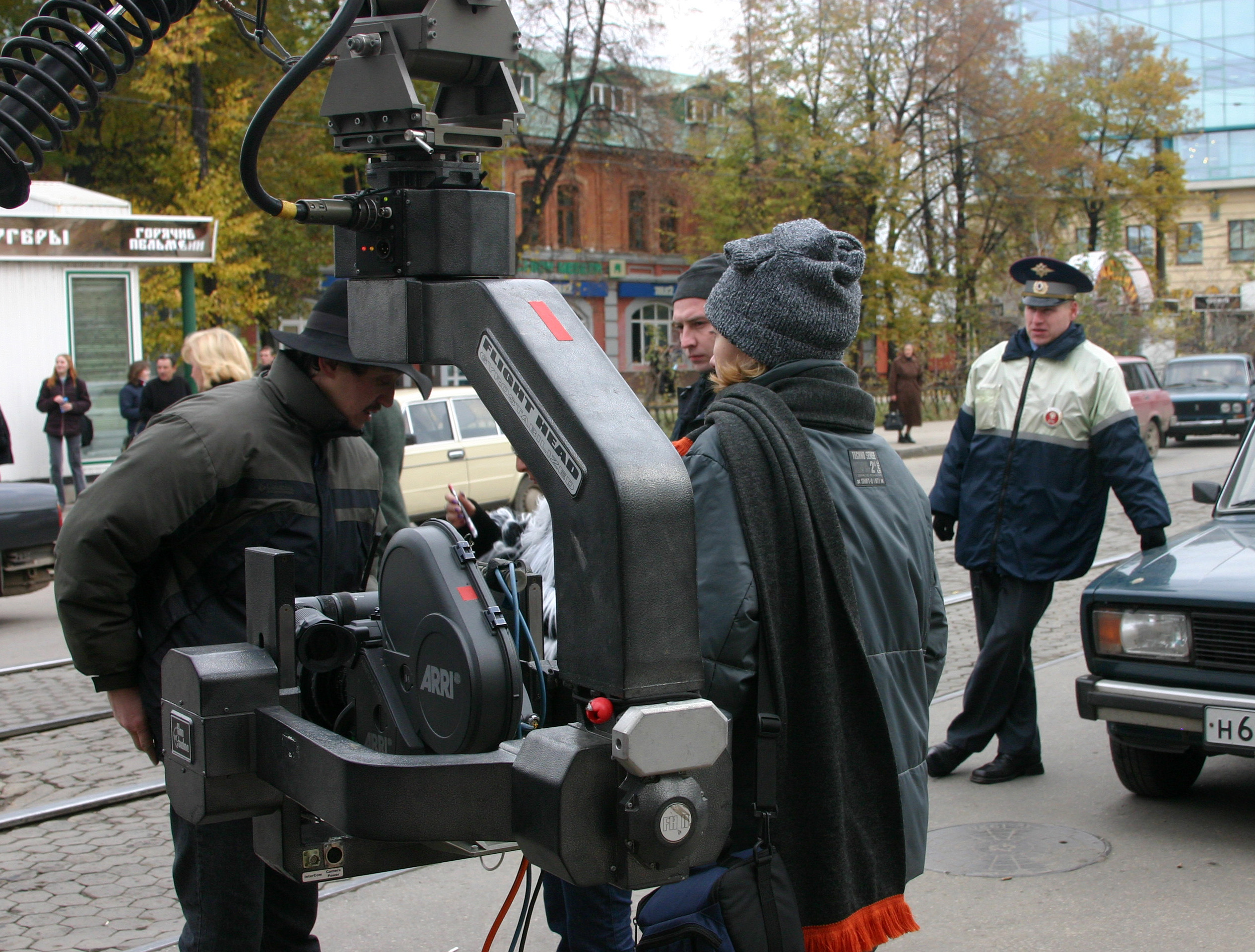
Роботизированная панорамная головка Flight Head с гиростабилизацией во время съёмок автомобильных сцен фильма «Жмурки»

Не следует путать с головкой для панорамной фотографии
Панорамная головка, Штативная головка — устройство, позволяющее закрепить киносъёмочный аппарат, видеокамеру или фотоаппарат на каком-либо несущем основании, например на штативе, операторском кране, автомобиле, летательном аппарате, и менять её положение во время съёмки. От точности изготовления панорамной головки зависит устойчивость движущегося изображения и резкость фотографий. Роботизированные панорамные головки с приводами дистанционного управления панорамированием используются для съёмки в труднодоступных местах или точной повторяемости движения камеры во время комбинированных съёмок с многократной экспозицией.

## Разные типы головок

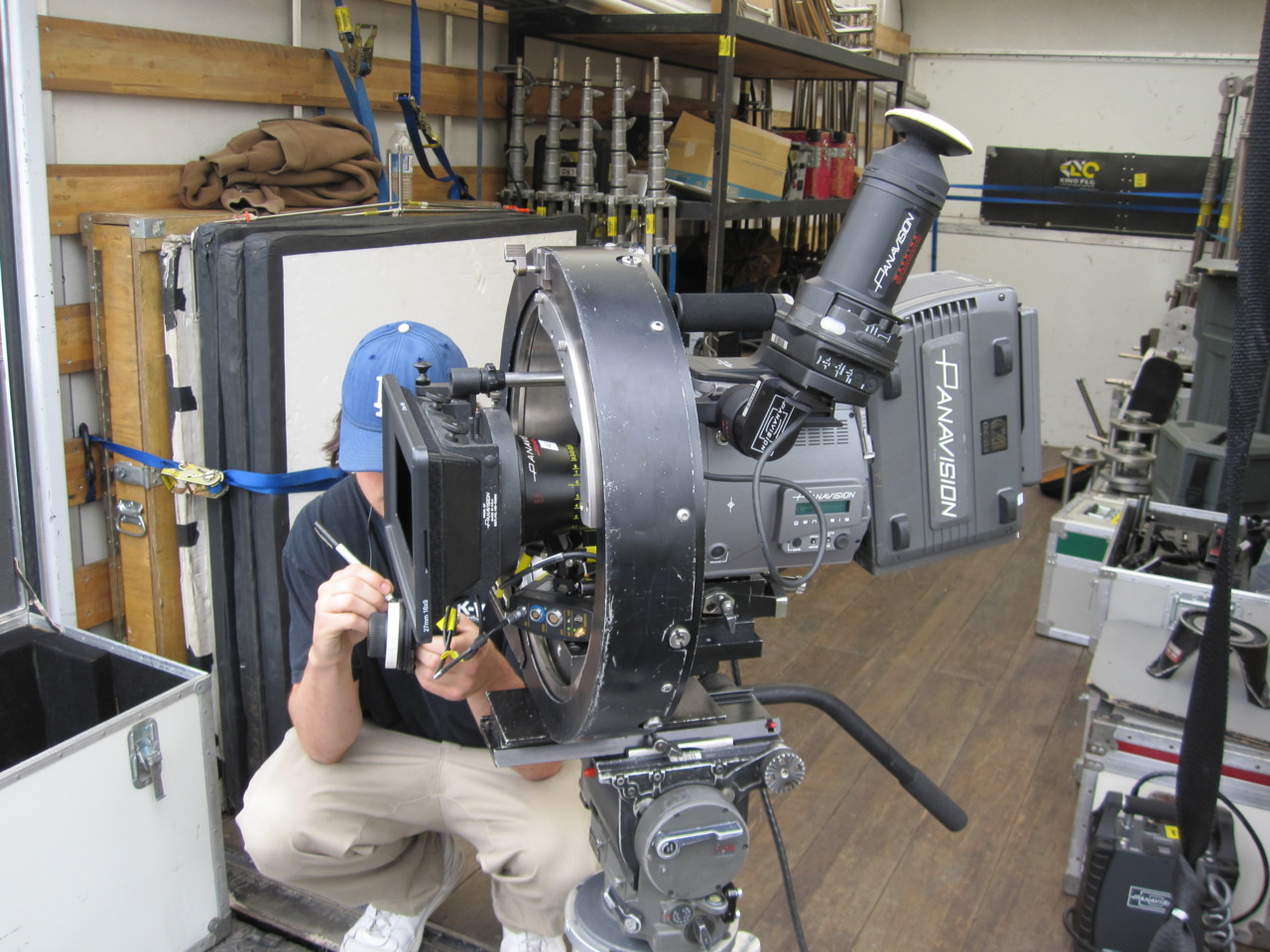
«Голландская голова», установленная на цифровую кинокамеру «Panavision Genesis»

Фотографические штативные головки отличаются от киносъёмочных и телевизионных упрощённой конструкцией. В отличие от видеокамеры и киносъёмочного аппарата, снимающих движущееся изображение, фотоаппарат требуется лишь надёжно зафиксировать в определённом положении на время экспозиции. Киносъёмочные и телевизионные штативные головки для обеспечения плавного панорамирования оснащается механическими или гидравлическими демпфирующими устройствами, зачастую с многоступенчатыми регулировками степени демпфирования. В настоящее время наибольшее распространение получили демпферы жидкостного типа. Однако встречаются и газонаполненные демпферы, например на основе азота. Кроме демпфирования эти устройства, как правило, выполняют функцию контрбалансировки, компенсирующую перемещение центра масс тяжёлой съёмочной техники и оптики. Существует целый класс головок, устройство которых позволяет вращать камеру вокруг центра массы, прилагая к этому минимальные усилия. Фотографические штативы контрбалансами не оснащаются из-за относительной лёгкости фотоаппаратуры.
Ещё одно важное отличие заключается в необходимости для видеосъёмки двух, а не трёх степеней свободы, пригодных для панорамирования. Причём обе плоскости панорамирования требуется точно сориентировать относительно горизонта. Поэтому конструкция  штативных головок такого типа значительно сложнее и состоит из полусферической секции крепления к штативу и собственно панорамной головки с двумя шарнирами. Перед съёмкой оператор, установив штатив, по круговому уровню выставляет ось головки строго вертикально, независимо от положения ног штатива. Это позволяет устранить «завал горизонта» при любом положении камеры за счёт строгой вертикальности оси горизонтального панорамирования. Для съёмки кадров с наклонным горизонтом используется специальное приспособление типа «голландская голова» (англ. Dutch Head), дополнительно крепящееся между головкой и камерой.
Фотоштативы оснащаются головками шарового типа, обеспечивающими точную фиксацию камеры в любом положении, или шарнирными головками с тремя степенями свободы. Последние ограниченно пригодны для любительских кино- и видеосъёмок, но не позволяют регулировать положение оси горизонтальной панорамы и не оснащаются демпферами.
Самое сложное устройство у головок для телескопов, они обеспечивают не только устойчивость, но и автоматическую компенсацию суточного вращения Земли. Для этого используются дорогостоящие приводы с шаговыми электродвигателями и специальная конструкция головки, позволяющая точно располагать её главную ось относительно эклиптики или небесного экватора.

### Головки для кино и телевидения

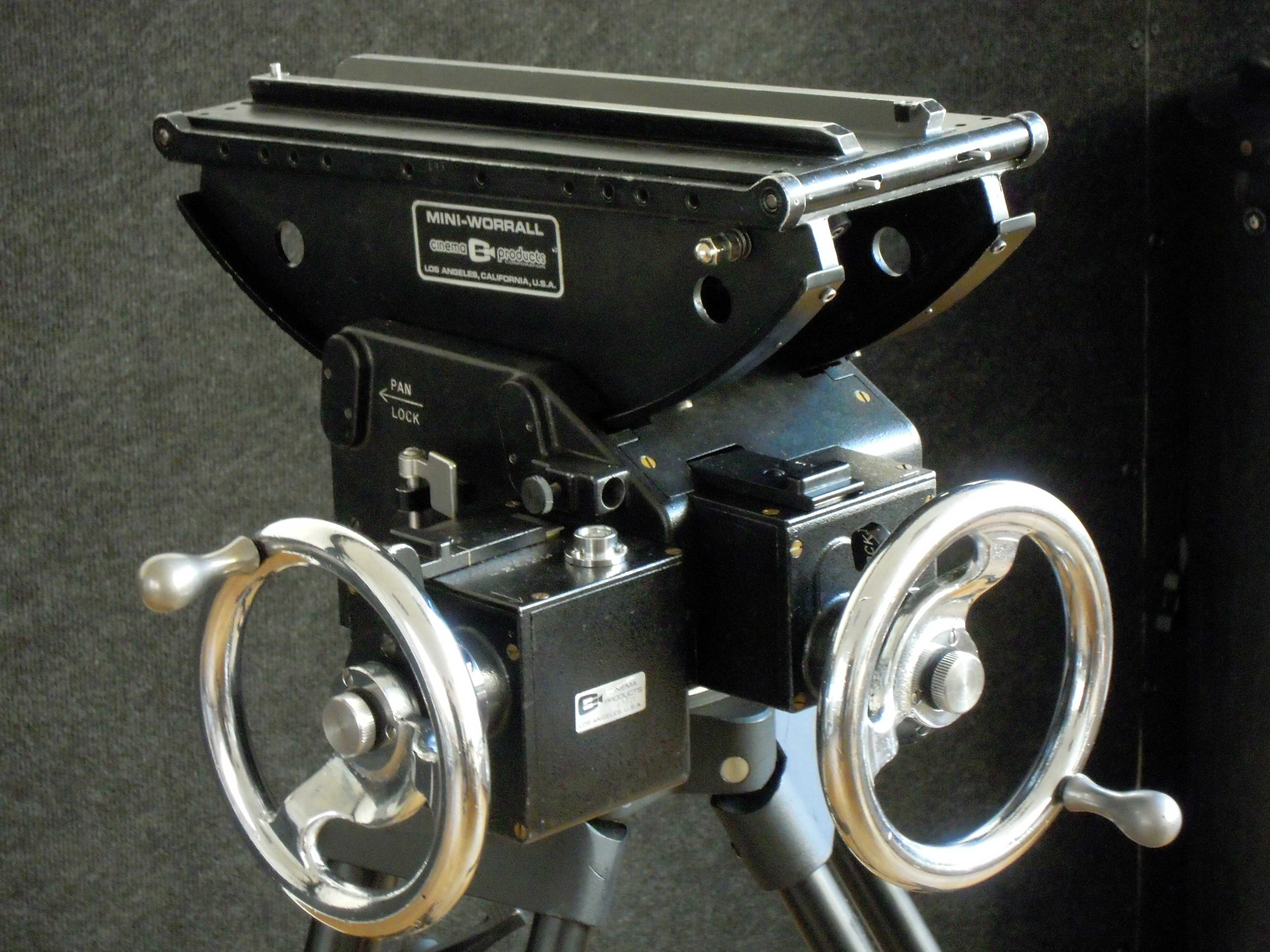
Головка штурвального типа для тяжёлой киносъёмочной техники

Важнейшая характеристика панорамных головок для кинематографа (кроме грузоподъёмности) — плавность панорамирования. Для обеспечения равномерности поворота камеры, особенно важного при использовании длиннофокусной оптики, используется механическое и гидравлическое демпфирование. Механические демпферы инерционного типа основаны на преодолении усилия раскрутки маховика через повышающий редуктор. Однако шумность таких демпферов делает их непригодными для использования во время синхронной съёмки. Поэтому в настоящее время применяется гидравлическое демпфирование на основе тяжёлой силиконовой жидкости.
Лёгкие головки управляются рукояткой, присоединённой к площадке крепления камеры. Поворачивая рукоятку, оператор преодолевает сопротивление демпфера, стабилизирующего скорость панорамирования. В тяжёлых головках подобное устройство потребовало бы слишком больших усилий, поэтому в таких конструкциях нашли применение штурвальные механизмы поворота камеры. Для панорамирования в горизонтальной или вертикальной плоскостях применяются раздельные червячные приводы. Вращение штурвала соответствующего привода, осуществляемое как вручную, так и при помощи электродвигателя, позволяет панорамировать в одной из плоскостей. Панорамирование в двух плоскостях требует одновременного вращения двух штурвалов. 
Такой же принцип используется в специальных штативах для покадровой съёмки и анимации. Использование червячных приводов высокой точности позволяет снимать панорамы покадрово с дискретным шагом. Например отечественная головка 1ШМ «Мульти» за один оборот штурвала соответствующей панорамы осуществляет поворот ровно на 1°.
В последнее время широкое распространение получают головки с дистанционным управлением при помощи электропривода. Они позволяют вести съёмку в труднодоступных местах без оператора, что особенно актуально для лёгких операторских кранов, снижая их требуемую грузоподъёмность. Кроме того, такие головки пригодны для комбинированных съёмок в несколько экспозиций по технологии Motion control, обеспечивая точную повторяемость движений камеры. Управление такими головками производится со специального пульта, как правило оснащённого видеоконтролем. Совсем недавно появился отдельный класс роботизированных PTZ-камер, предназначенных для съёмки реалити- и ток-шоу, объединённых с панорамной головкой в неразъёмный узел. Такая же конструкция используется в камерах видеонаблюдения.
В процессе эксплуатации панорамных головок необходимо учитывать опрокидывающий момент, который может возникнуть в крайних положениях вертикальной панорамы. Это особенно важно для тяжёлых киносъёмочных и студийных телевизионных камер. В большинстве штурвальных головок за счёт особенностей конструкции горизонтальная ось вращения проходит выше площадки крепления камеры. Это позволяет поворачивать аппарат вокруг его центра масс, устранив или сведя к минимуму опрокидывающий момент. Устранение опрокидывающего момента также актуально для роботизированных головок, уменьшая требуемую мощность приводов панорамирования. Такие головки состоят из L- или П-образных кронштейнов, ось вращения которых проходит через центр масс.
В других типах головок для уменьшения усилий оператора и предотвращения падения камеры вместе со штативом используются торсионные или пружинные механизмы, компенсирующие опрокидывающий момент. Для тех же целей, а также для снижения усилий оператора, верхняя площадка, к которой крепится камера, обладает возможностью балансировки камеры относительно оси вращения головки. Такая регулировка осуществляется за счёт крепления площадки, допускающей несколько положений, или удлинённого паза конгрессного винта. В некоторых случаях для увеличения угла отклонения тяжёлых камер используется специальная наклонная площадка.

### Головки для фотографии

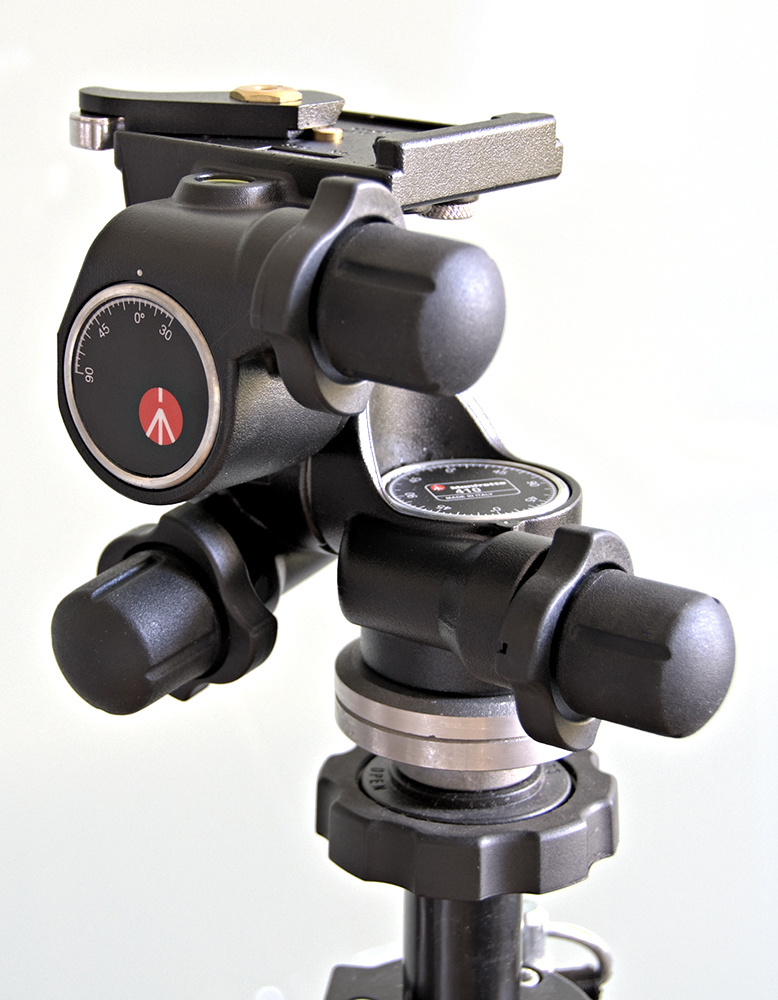
Штативная головка Manfrotto с тремя шарнирами для фотоаппарата (3D-головка)

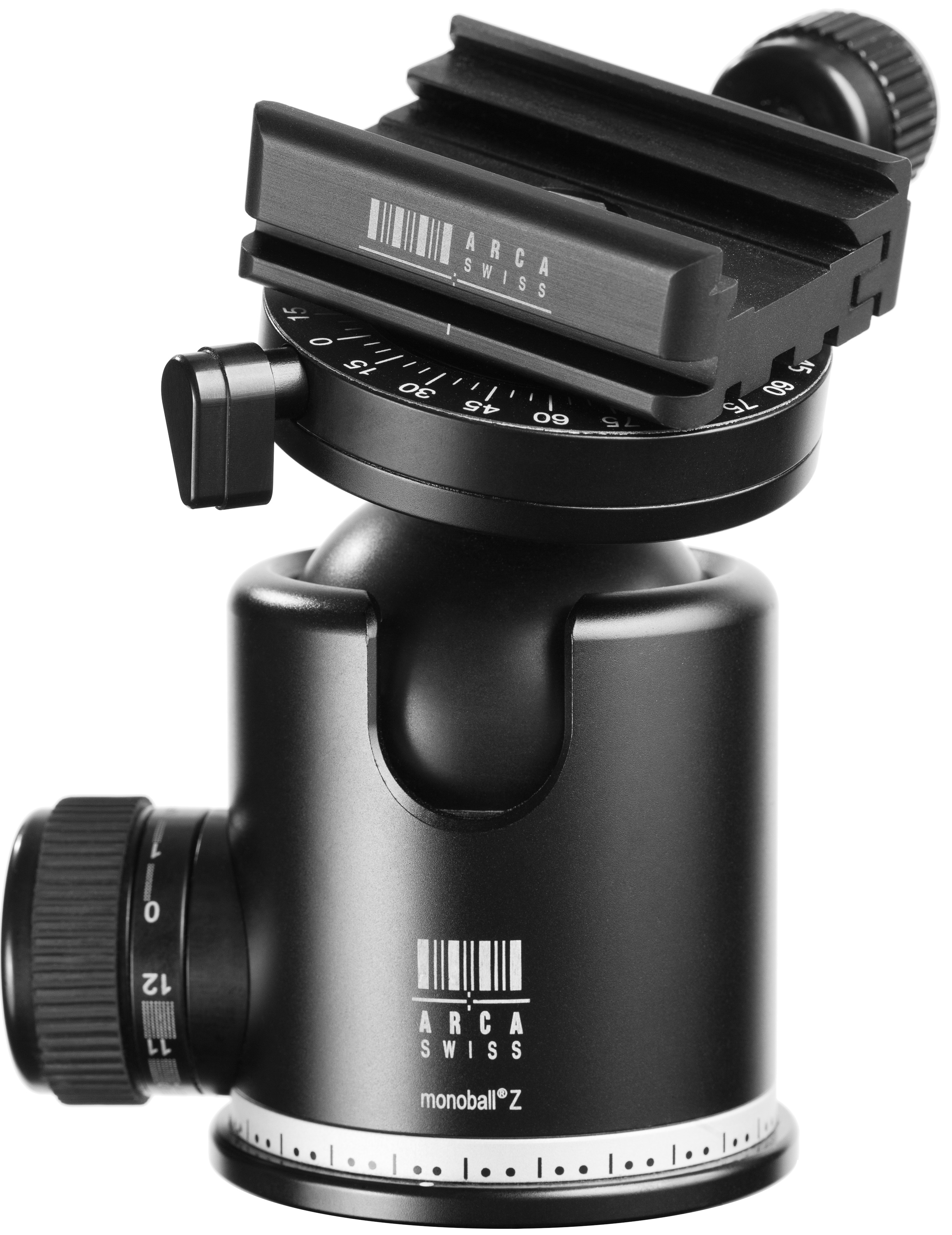
Шаровая головка Arca Swiss

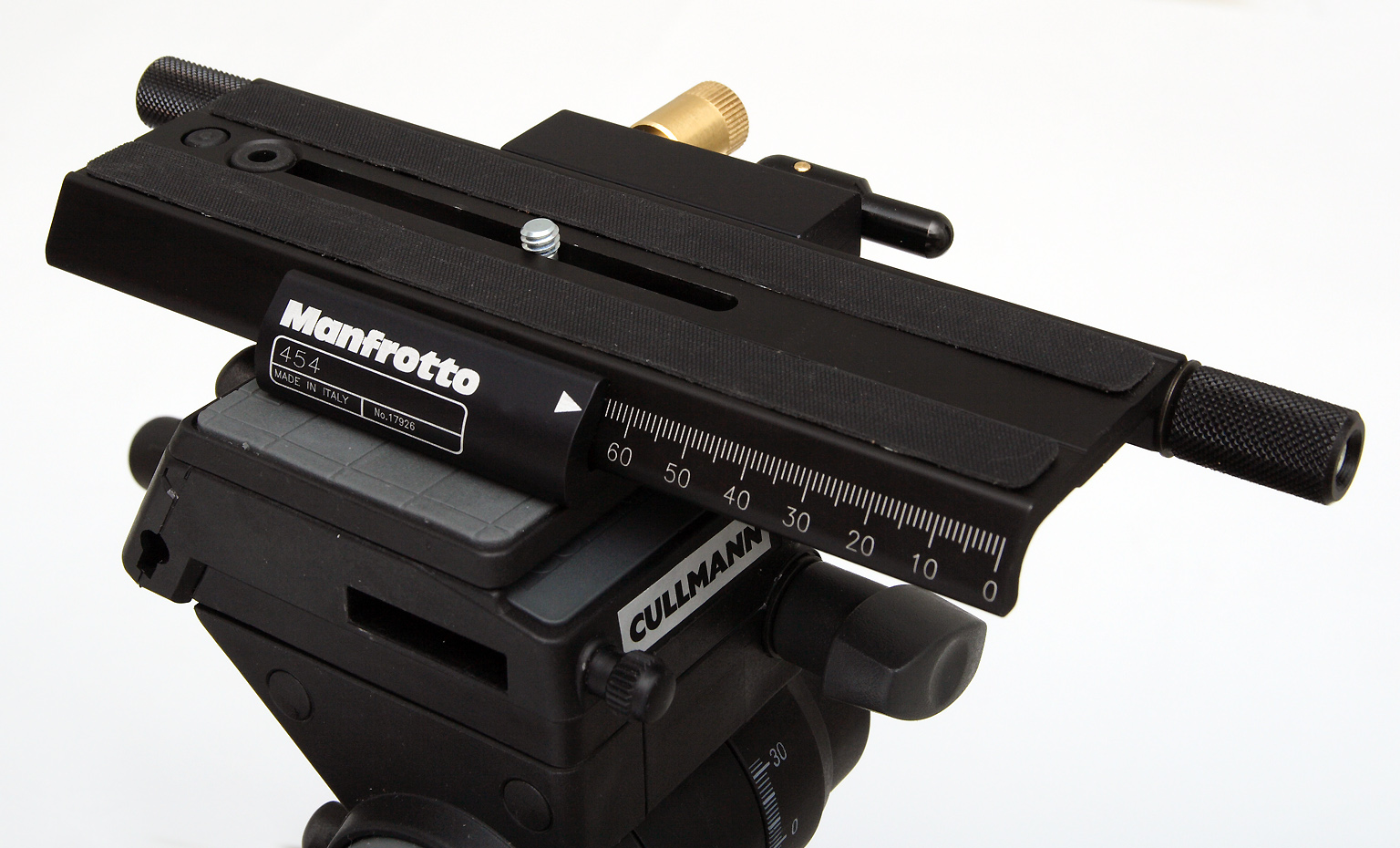
«Рельсовая» головка Manfrotto, установленная на головку Cullmann для видеокамер

В отличие от головок, предназначенных для телевидения и кинематографа, фотографические головки требуют только жёсткости фиксации положения и точности перемещений. Кроме того, установка фотоаппарата требует трёх, а не двух степеней свободы. Поэтому киносъёмочные головки и головки для видеокамер неудобны, а чаще всего вообще непригодны для полноценной фотосъёмки. В фотографии используются две главные разновидности головок: с тремя независимыми шарнирами (3D-головки) и шаровые. Все остальные типы являются вариациями этих двух.
3D-головка состоит из трёх шарниров с отдельной фиксирующей рукояткой для каждого. Позволяет очень точно фиксировать головку в каждой степени свободы, независимо от двух других. Обычно оснащается пузырьковым круговым уровнем (или двумя обычными, расположенными перпендикулярно), лимбами с угловыми делениями для удобства отсчёта углов. В некоторых головках такого типа один из шарниров заменён откидывающейся на 90° платформой для съёмки вертикального (портретного) снимка. Трёхшарнирные головки ограниченно применимы для любительских видеосъёмок, позволяя довольно точно осуществлять панорамирование. Однако отсутствие демпферов допускает применение только короткофокусных объективов.
Шаровая головка состоит из шарового шарнира с фиксатором. Такой тип головки пригоден в основном для фотографии, поскольку в большинстве случаев не приспособлен для панорамирования. Однако при фотографировании предоставляет значительные преимущества, позволяя наклонять фотоаппарат в любом направлении одним движением, что требует у шарнирных головок перемещения в каждой из трёх плоскостей. В дорогих моделях могут быть отдельные винты для фиксации наклона и подъёма (для лёгких моделей применяется один, сначала фиксирущий одно направление, затем другое: между ними разная величина начального усилия на сдвиг), винт, задающий начальный уровень усилия (настройка под разный вес оборудования) для изменения положения, шарнир для горизонтального панорамирования. Шаровые головки обычно очень компактны, но их грузоподъёмность ограничена в силу того, что для фиксации используется относительно малая площадь трения. Точность и грузоподъёмность такой головки прямо пропорциональны диаметру сферы, использованной в конструкции.
Разновидность шаровой — курковая головка — позволяет оперативно менять положение камеры, закрепляемой на рукоятке, при помощи фиксации специальным курком. Однако такие головки обладают ещё более низкой грузоподъёмностью.
Головка для панорам предназначена для создания панорамных фотографий. Основное отличие этого типа головки от всех остальных заключается в возможности вращения фотоаппарата вокруг нодальной точки объектива, что предотвращает сдвиг оптической оси при панорамировании.
Поворот камеры в трёх разных плоскостях происходит при помощи отдельных шарниров, как в 3D-головках. Для создания цилиндрических панорам компактными или дальномерными фотоаппаратами, если проекция оси их объектива проходит через вертикальную ось головки, достаточно применения рельсовой площадки с обычной головкой.
Рельсовая или макро-головка предназначена для макросъёмки. Позволяет двигать фотоаппарат в продольном и поперечном направлениях при помощи микрометрического винта, когда фотографируемый объект по размерам сравним с кадровым окном. Такой способ наводки на резкость удобнее, чем кольцом фокусировки на объективе.

## Крепление камеры

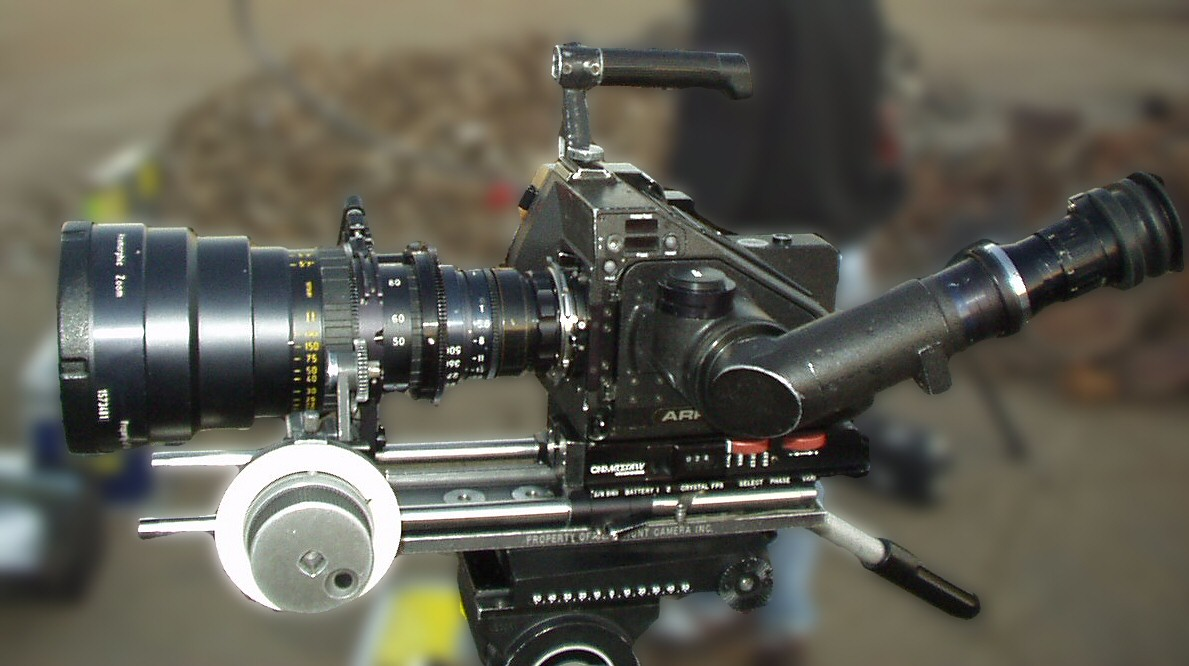
Киносъёмочный аппарат Arriflex 35 III, установленный на промежуточной площадке Studio Bridge Plate

В настоящее время для крепления фото-, кино- и видеоаппаратуры к штативной головке в качестве стандартного соединения применяется дюймовая резьба с углом профиля 55°: 1/4’’ (20 ниток на 1 дюйм) и 3/8’’ (16 ниток на 1 дюйм). В СССР этот тип присоединения появился в 1958 году, когда был стандартизирован по ГОСТ 3362—58, но широкое распространение получил позднее. Аналогичный советский стандарт 1975 года предусматривал использование резьбы 1/4" для фотоаппаратуры форматов меньших, чем 6×6 см, а 3/8" — начиная с этого формата. Среди кинематографистов такой тип крепления называется конгрессный винт. Все современные фотоаппараты (в том числе цифровые) с размером кадра меньше, чем 4,5×6 см, оснащаются штативным гнездом с резьбой 1/4", соответствующего стандарту ISO 1222. Таким же гнездом снабжены бытовые видеокамеры и любительские кинокамеры, а также зрительные трубы. Резьба 3/8" используется для крепления более тяжёлого оборудования, главным образом киносъёмочного и телевизионного. В случае несовпадения резьбы штативной головки и камеры используются переходники, представляющие собой втулки или винты с резьбой двух типов. Некоторые головки оснащаются двухсторонними конгрессными винтами, либо сменными площадками с винтами разных стандартов. 
Профессиональные кинокамеры, в том числе цифровые, крепятся к штативной головке через специальный держатель типа Studio Bridge Plate, предназначенный для закрепления собственно камеры, а также вспомогательного оборудования, включающего компендиумы, фоллоу-фокусы, электронные видоискатели и прочий «обвес». Такой же тип площадок используется при установке на штатив видеокамер со студийным «обвесом». Для съёмки фильмов 3D между двумя камерами и головкой устанавливается специальный держатель — «стереориг». 
Профессиональные видеокамеры для новостной тележурналистики не имеют резьбового гнезда, а комплектуются индивидуальной площадкой, крепящейся к панорамной головке и оснащённой устройством быстрого присоединения камеры типа «ласточкин хвост». Такое крепление позволяет выдерживать большую нагрузку, на которую не рассчитан одиночный винт. Наибольшее распространение получили стандарты крепления Sony V-mount и Chrosziel 401-130. Некоторое распространение получил стандарт Ikegami, но существуют и другие крепления, использующиеся для конкретных камер разными производителями. Большинство головок, предназначенных для тележурналистики, оснащаются двумя винтами стандарта 3/8’’, которые служат для крепления таких площадок. Один из винтов, как правило, устанавливается в прорези, допускающей продольное перемещение для регулировки положения винта. Промежуточные площадки видеокамер имеют несколько гнезд 3/8’’ для крепления к головкам с возможностью продольной балансировки. Крепление двумя винтами предотвращает нежелательное вращение площадки на головке штатива.

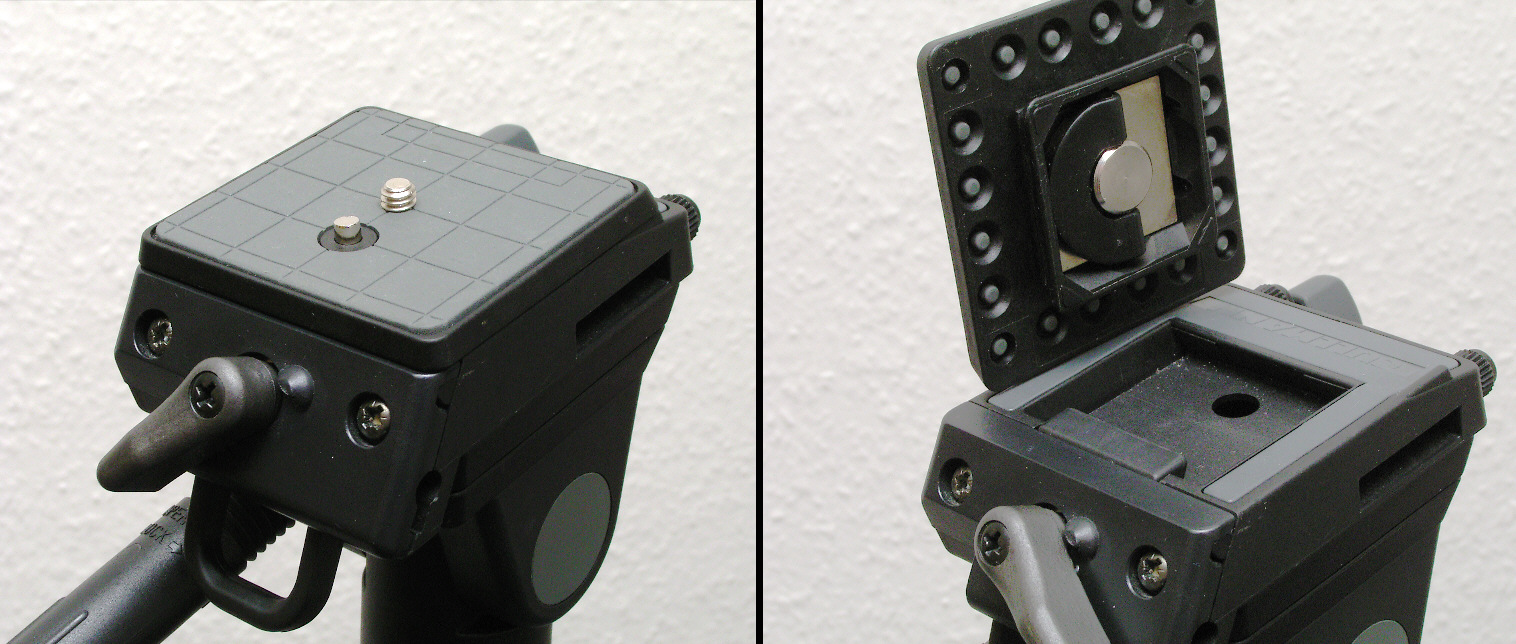
Быстросъёмная площадка головки для лёгких видеокамер

Лёгкие головки для повышения оперативности установки и снятия фотоаппарата или лёгкой видеокамеры оснащаются быстросъёмной площадкой с конгрессным винтом. Такие площадки (англ. Quick Release) различаются по форме и размеру крепления («челюстей») к штативной головке (защёлка, обеспечивающая быструю отстыковку площадки или зажимные направляющие). Существует стандарт «Arca-style» крепления площадок, разработанный компанией Arca-Swiss и основанный на ширине пластины 38 мм с «ласточкиным хвостом». Некоторые производители головок и фотоштативов используют этот тип крепления для совместимости разного оборудования. Однако в большинстве случаев общего стандарта не существует по маркетинговым соображениям, и площадки разных головок не взаимозаменяемы. Поэтому в их комплект обычно входят две площадки, одна из которых запасная.
Некоторые производители предусматривают специальные приспособления, предотвращающие внезапный проворот камеры на конгрессном винте, поскольку этот тип крепления не обеспечивает абсолютной жёсткости и надёжности. Для этого на большинстве площадок предусмотрен подпружиненный штырёк, совпадающий с отверстием, расположенным вблизи штативного гнезда у некоторых видеокамер.